# Copa Centroamericana de 2014
A Copa Centroamericana de 2014 foi a décima-terceira edição da competição. Foi disputado nos Estados Unidos entre os dias 3 e 13 de setembro. Os quatro melhores classificados, participaran da Copa Ouro da CONCACAF de 2015.

## Nações participantes
Todos os sete membros da UNCAF participaram do torneio:
- Belize
- Costa Rica
- El Salvador
- Guatemala
- Honduras
- Nicarágua
- Panamá

## Árbitros
Lista dos árbitros e assistentes nomeados para o torneio:
| Árbitros             | Assistentes                  |
| -------------------- | ---------------------------- |
| PAN Roberto Moreno   | PAN Daniel Williamson        |
| CRC Jeffrey Solís    | CRC Leonel Leal              |
| HON Héctor Rodríguez | CRC Octavio Jara             |
| SLV Joel Aguilar     | NIC Keytzel Corrales         |
| GUA Walter López     | HON Oscar Omar Velasquez     |
| MEX Roberto García   | SLV Juan Zumba               |
| DOM Sandy Vásquez    | GUA Gerson Lopez Castellanos |
| USA Jair Marrufo     | USA Adam Garner              |

## Sede
As partidas foram disputadas nos seguintes estádios:
- RFK Stadium em Washington, D.C..
- Cotton Bowl em Dallas
- BBVA Compass Stadium em Houston
- Los Angeles Memorial Coliseum em Los Angeles

| Washington         | Dallas             | Houston              | Los Angeles                   |
| ------------------ | ------------------ | -------------------- | ----------------------------- |
| RFK Stadium        | Cotton Bowl        | BBVA Compass Stadium | Los Angeles Memorial Coliseum |
| Capacidade: 19,467 | Capacidade: 92,100 | Capacidade: 22,000   | Capacidade: 93,607            |
|                    |                    |                      |                               |

## Fase de grupos
O sorteio da fase de grupos ocorreu dia 29 de janeiro de 2014.
| Legend |
| --- |
| Vencedor do grupo avança para a final e qualifica-se para a Copa Ouro da CONCACAF de 2015                               |
| Segundos lugares do grupo avançam para a decisão do terceiro lugar e qualificam-se para a Copa Ouro da CONCACAF de 2015 |
| Terceiros lugares dos grupos avançam para a decisão do 5º lugar                                                         |

### Grupo A
| Equipe      | Pts | J | V | E | D | GF | GC | SG |
| ----------- | --- | - | - | - | - | -- | -- | -- |
| Guatemala   | 9   | 3 | 3 | 0 | 0 | 6  | 2  | +4 |
| El Salvador | 6   | 3 | 2 | 0 | 1 | 4  | 2  | +2 |
| Honduras    | 3   | 3 | 1 | 0 | 2 | 2  | 3  | -1 |
| Belize      | 0   | 3 | 0 | 0 | 3 | 1  | 6  | –5 |

| 3 de setembro | Honduras                            | 2 - 0     | Belize | Robert F. Kennedy Memorial Stadium, Washington, D.C. |
| 19:30 EDT     | James 35' (g.c.) · Smith 37' (g.c.) | Relatório |        | Público: 20,516 Árbitro: DOM Sandy Vásquez           |

| 3 de setembro | El Salvador | 1 – 2     | Guatemala     | Robert F. Kennedy Memorial Stadium, Washington, D.C. |
| 21:30 EDT     | Burgos 69'  | Relatório | Pappa 26' 64' | Público: 20,516 Árbitro: USA Jair Marrufo            |

| 7 de setembro | Guatemala            | 2 – 1     | Belize       | Cotton Bowl, Dallas                         |
| 18:00 CDT     | Ruiz 26' · Ávila 51' | Relatório | McCaulay 80' | Público: 20,156 Árbitro: PAN Roberto Moreno |

| 7 de setembro | Honduras | 0 - 1     | El Salvador  | Cotton Bowl, Dallas                        |
| 20:00 CDT     |          | Relatório | Menjívar 67' | Público: 20,156 Árbitro: CRC Jeffrey Solís |

| 10 de setembro | El Salvador              | 2 - 0     | Belize | BBVA Compass Stadium, Houston              |
| 19:00 CDT      | Burgos 48' · Álvarez 69' | Relatório |        | Público: 19,287 Árbitro: DOM Sandy Vásquez |

| 10 de setembro | Honduras | 0 - 2     | Guatemala     | BBVA Compass Stadium, Houston               |
| 21:00 CDT      |          | Relatório | Pappa 37' 80' | Público: 19,287 Árbitro: MEX Roberto García |

### Grupo B
| Equipe     | Pts | J | V | E | D | GF | GC | SG |
| ---------- | --- | - | - | - | - | -- | -- | -- |
| Costa Rica | 4   | 2 | 1 | 1 | 0 | 5  | 2  | +3 |
| Panamá     | 4   | 2 | 1 | 1 | 0 | 4  | 2  | +2 |
| Nicarágua  | 0   | 2 | 0 | 0 | 2 | 0  | 5  | -5 |

| 3 de setembro | Costa Rica                                 | 3 - 0     | Nicarágua | Robert F. Kennedy Memorial Stadium, Washington, D.C. |
| 17:30 EDT     | Borges 39' (pen) · Ureña 49' · Venegas 86' | Relatório |           | Público: 20,516 Árbitro: HON Héctor Rodríguez        |

| 7 de setembro | Costa Rica                     | 2 - 2     | Panamá                | Cotton Bowl, Dallas                       |
| 16:00 CDT     | Venegas 81' · Borges 87' (pen) | Relatório | Pérez 51' · Nurse 71' | Público: 20,156 Árbitro: SLV Joel Aguilar |

| 10 de setembro | Panamá                 | 2 - 0     | Nicarágua | BBVA Compass Stadium, Houston             |
| 17:00 CDT      | Pérez 81' · Torres 82' | Relatório |           | Público: 19,287 Árbitro: GUA Walter López |

## Fase Final
Na fase final, se uma partida estiver empatada no final do tempo normal de jogo, a partida é determinada por uma disputa de pênaltis (nenhum tempo extra é jogado).

### Decisão do 5º lugar
| 13 de setembro | Honduras     | 1 – 0     | Nicarágua | Los Angeles Memorial Coliseum, Los Angeles |
| 15:00 PDT      | Lozano 45+1' | Relatório |           | Público: 41,969 Árbitro: SLV Joel Aguilar  |

Honduras vai representar a União Centro-Americana de Futebol no play-off de qualificação para a Copa Ouro da CONCACAF de 2015, onde jogará contra a Guiana Francesa, o quinto colocado da Copa do Caribe de 2014. O vencedor do play-off se qualificará para a Copa Ouro da CONCACAF de 2015.

### Decisão do terceiro lugar
| 13 de setembro | El Salvador | 0 - 1     | Panamá    | Los Angeles Memorial Coliseum, Los Angeles |
| 18:00 PDT      |             | Relatório | Torres 5' | Público: 41,969 Árbitro: USA Jair Marrufo  |

### Final
| 13 de setembro | Guatemala      | 1 - 2     | Costa Rica            | Los Angeles Memorial Coliseum, Los Angeles  |
| 21:00 PDT      | Ruiz 25' (pen) | Relatório | Ruiz 29' · Bustos 56' | Público: 41,969 Árbitro: PAN Roberto Moreno |

## Premiação
| Copa Centroamericana de 2014  |
| Costa Rica                    |
| ----------------------------- |
| COSTA RICA Campeã (8° título) |

## Artilheiros
4 gols
- Marco Pappa

2 gol
| - Celso Borges - Johan Venegas | - Rafael Burgos - Carlos Ruiz | - Blas Pérez - Román Torres |

1 gol
| - Deon McCaulay - Juan Bustos | - Bryan Ruiz - Marco Ureña | - Arturo Alvarez - Richard Menjivar | - Marvin Ávila - Anthony Lozano | - Roberto Nurse |